# Râul Ruseni
Râul Ruseni este un curs de apă, afluent al râului Bistrița la coada lacului de acumulare Izvorul Muntelui. 

## Hărți
- Harta Munții Bistriței  Arhivat în 20 septembrie 2008, la Wayback Machine.
- Harta Munții Ceahlău  Arhivat în 28 iunie 2008, la Wayback Machine.